# Shah Firdaus Sahrom
Muhammad Shah Firdaus Sahrom (* 26. November 1995 in Kuala Selangor) ist ein malaysischer Radsportler, der in den Kurzzeitdisziplinen auf der Bahn aktiv ist.

## Sportliche Laufbahn
2015 gewann Shah Firdaus Sahrom den Keirin-Wettbewerb beim South East Asian GP und gewann drei Goldmedaillen beim Taiwan Track Cup. 2017 belegte er bei der Asienmeisterschaft im Keirin Rang drei. Beim vierten Lauf des Bahnrad-Weltcups 2016/17 in Los Angeles wurde er Dritter im Keirin. In der Gesamtwertung des Weltcups belegte er Rang vier. Anschließend wurde Sahrom in malaysischen Zeitungen als „rising track cycling star“ gefeiert; der malayische Sportminister Khairy Jamaluddin gratulierte ihm per Twitter.
Bei den Asienspielen 2018 errang Sahrom gemeinsam mit Azizulhasni Awang und Muhammad Fadhil Mohd Zonis Silber im Teamsprint. Bei den asiatischen Meisterschaften im Jahr darauf gewann er drei Medaillen: Silber im Keirin und jeweils Bronze im Sprint und mit Amar Danial Masri und Muhamad Khairil Nizam Rasol im Teamsprint. 2021 nahm Sahrom als Gastfahrer an den australischen Meisterschaften teil und gewann dort die Goldmedaille im Keirin vor seinem Landsmann Awang. Den australischen Meistertitel erhielt jedoch der drittplatzierte Matthew Richardson.
2022 belegte Sahrom bei den Commonwealth Games hinter Nicholas Paul und Jack Carlin im Keirin Platz drei. Er gewann auch in den Folgejahren jeweils Medaillen bei Asienmeisterschaften und Asienspielen, konnte sich jedoch noch nicht mit einem großen Titel profilieren. Er vertrat Malaysia 2021 und 2024 jeweils in Sprint und Keirin. Seine beste Platzierung hatte er 2024 im Keirin-Wettkampf, wo er das Finale erreichte, aber in einen Sturz verwickelt war, für den ihn die Jury verantwortlich machte; er wurde daher auf den sechsten Rang relegiert.

## Doping
2014 wurde Sahrom nach dem Gewinn der Bronzemedaille im Sprint bei den Malaysia Games positiv auf die im Leistungssport verbotene Substanz Dexamethason getestet und vom malaysischen Radsportverband für 18 Monate gesperrt. Im Mai 2015 wurde die Sperre auf zwölf Monate reduziert, so dass Sahrom ab 1. Juni wieder Rennen bestreiten durfte. Die Reduktion der Strafe wurde damit begründet, dass der Sportler verspätet von den Laborresultaten in Kenntnis gesetzt worden sei.

## Erfolge
2013
- Asienmeisterschaft (Junioren) – Teamsprint (mit Asyraf Naim Ying und Muhammad Firdaus)
- Malaysischer Meister (Junioren) – Sprint

2017
- Asienmeisterschaft – Keirin
- Südostasienspiele – Sprint, Zeitfahren

2018
- Asienspiele – Teamsprint (mit Azizulhasni Awang und Muhammad Fadhil Mohd Zonis)

2019
- Asienmeisterschaft – Keirin
- Asienmeisterschaft – Sprint, Teamsprint (mit Muhammad Fadhil und Azizulhasni Awang)
- Malaysischer Meister – Teamsprint (mit Amar Danial Masri und Muhamad Khairil Nizam Rasol)

2021
- Malaysischer Meister – Sprint, Keirin[6]

2022
- Commonwealth Games – Keirin
- Asienmeisterschaft – Keirin, Teamsprint (mit Muhammad Fadhil Mohd Zonis und Ridwan Sahrom)
- Malaysischer Meister – Sprint, Keirin

2023
- Asienspiele – Keirin, Sprint
- Asienmeisterschaft – Keirin

2024
- Asienmeisterschaft – Sprint

2025
- Asienmeisterschaft – Keirin
- Asienmeisterschaft – Sprint
- Nations Cup in Konya – Keirin